# Polanów (stacja kolejowa)
Polanów – nieistniejąca stacja kolejowa w Polanowie, w powiecie koszalińskim, w województwie zachodniopomorskim, w Polsce.